# 펠린 카라한
빌단 펠린 카라한(튀르키예어: Vildan Pelin Karahan, 1984년 9월 7일 ~ )은 터키의 배우이다. 드라마 《무흐테솀 유즈이을》의 미흐리마 술탄 역으로 잘 알려졌다.

## 생애와 경력
터키의 수도 앙카라에서 태어났으며, 아나돌루 대학교에서 관광경영학을 전공했다. 7세 때인 1991년에 영화 《영원히 걷다》에 출연한 것을 계기로 연기 경력을 시작했으며, 이후 학업을 위해 연기 활동을 중단했다가 코카콜라와 까르푸 TV 광고에 출연한 것을 계기로 다시 활동을 시작했다. 2005년에는 텔레비전 영화 《제말림》에 제이네프 역으로 출연한 것으로 연기자 경력을 이어갔으며, 2007년에는 카날 D에서 방영한 드라마 《포플러 바람》에 여주인공인 아슬르 제이베크를 연기하며 처음으로 주연을 맡았다.
2012년에는 오스만 제국의 술탄 쉴레이만 1세를 다룬 인기 사극 드라마인 《무흐테솀 유즈이을》에 출연하였다. 카라한은 이 드라마에서 쉴레이만 1세의 딸인 미흐리마 술탄을 연기하였다.

## 개인사
2011년에 피트니스 강사인 에르딘치 베키롤루와 결혼했으나 2013년에 이혼하였고, 2014년 6월 24일에 베드리 귄타이와 결혼했다. 같은 해 12월에 장남 알리 데미르를 낳았고, 2017년 3월에 차남 잔 에위프를 낳았다.

## 필모그래피

### 영화
| 연도 | 제목            | 원제            | 역할     | 비고    |
| ---- | --------------- | --------------- | -------- | ------- |
| 1991 | 《영원히 걷다》 | Sonsuza Yürümek |          |         |
| 2005 | 《제말림》      | Cemalim         | 제이네프 | TV 영화 |

### 텔레비전 드라마
| 연도      | 제목                  | 원제            | 역할            | 비고 |
| --------- | --------------------- | --------------- | --------------- | ---- |
| 2007-2011 | 《포플러 바람》       | Kavak Yelleri   | 아슬르 제이베크 |      |
| 2012      | 《파란 나비》         | Mavi Kelebekler |                 |      |
| 2012-2014 | 《무흐테솀 유즈이을》 | Muhteşem Yüzyıl | 미흐리마 술탄   |      |
| 2015-2016 | 《예테르》            | Yeter           | 아일린 하르만르 |      |

## 수상
| 연도 | 시상식               | 부문                | 작품            | 결과 |
| ---- | -------------------- | ------------------- | --------------- | ---- |
| 2011 | 미디어 예술상        | 우수텔레비전 여우상 | 《포플러 바람》 | 수상 |
| 2015 | 베이루트 국제 영화제 | 최우수 국제여우상   |                 | 수상 |